# Iris (botanica)
Iris Tourn. ex L., 1753 è un genere di piante della famiglia delle Iridaceae, che comprende oltre 300 specie, molte delle quali comunemente note come giaggioli.
Il nome del genere deriva dalla parola greca iris che significa arcobaleno.

## Descrizione
Il genere è caratterizzato da un fiore attinomorfo (a simmetria raggiata) con petali saldati alla base in un breve tubo. I petali esterni sono ripiegati verso il basso e sono dotati di una fascia di papille chiare; i petali interni sono ripiegati verso l'alto. Lo stilo è diviso in 3 porzioni coprenti gli stami.
Comprende specie erbacee e perenni per lo più rizomatose.
Il fiore può essere di molti colori, spesso viola, blu, bianco o rosa, ma anche giallo o arancione.

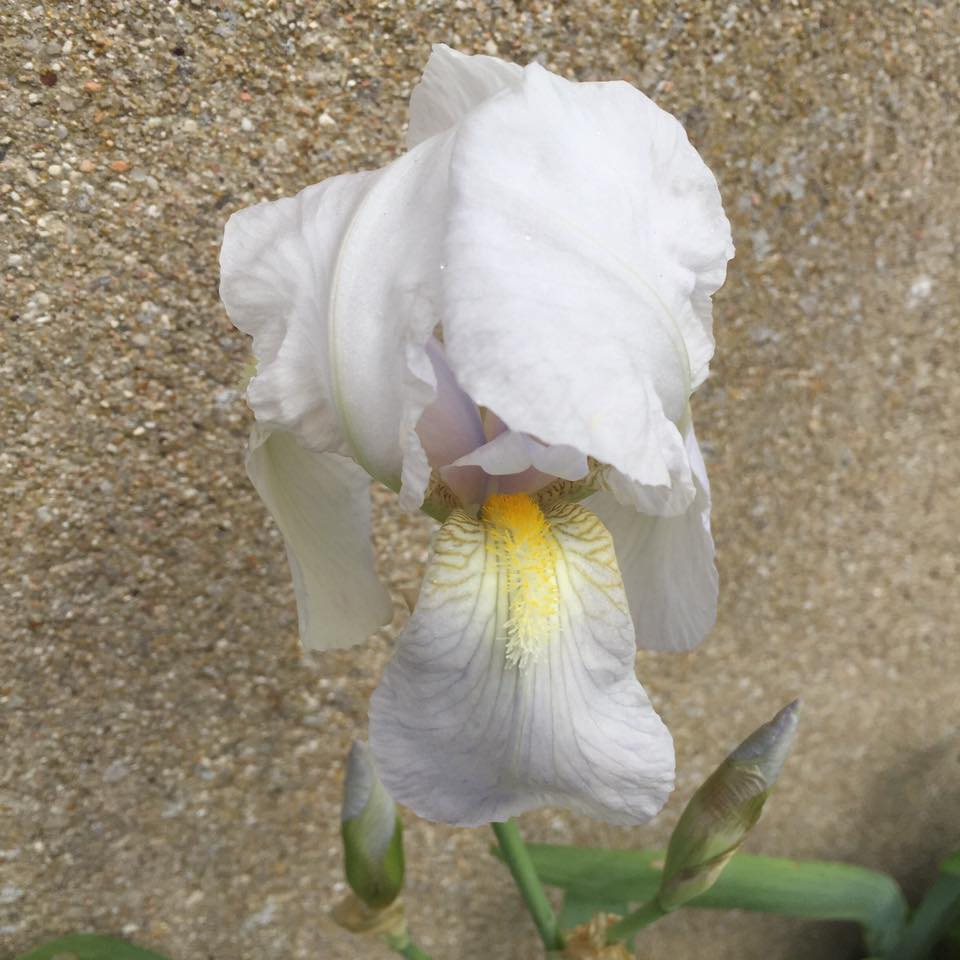
Giaggiolo bianco

## Tassonomia
Il genere Iris comprende le seguenti specie:
- Iris acutiloba C.A.Mey.
- Iris adriatica Trinajstic ex Mitic
- Iris afghanica Wendelbo
- Iris aitchisonii (Baker) Boiss.
- Iris alberti Regel
- Iris albomarginata R.C.Foster
- Iris alexeenkoi Grossh.
- Iris almaatensis  Pavlov
- Iris anguifuga Y.T.Zhao & X.J.Xue
- Iris antilibanotica Dinsm.
- Iris aphylla L.
- Iris arenaria Waldst. & Kit.
- Iris assadiana Chaudhary, G.Kirkw. & C.Weymouth
- Iris atrofusca Baker
- Iris atropurpurea Baker
- Iris aucheri (Baker) Sealy
- Iris auranitica Dinsm.
- Iris austrotschatkalica Tojibaev, F.Karimov & Turgunov
- Iris avromanica Ruksans
- Iris baldshuanica O.Fedtsch.
- Iris barbatula Noltie & K.Y.Guan
- Iris barnumiae Foster & Baker
- Iris basaltica Dinsm.
- Iris benacensis  A.Kern. ex Stapf
- Iris bicapitata Colas.
- Iris × binata Schur
- Iris bismarckiana E.Dammann & Sprenger
- Iris bloudowii Ledeb.
- Iris boissieri Henriq.
- Iris bostrensis  Mouterde
- Iris bracteata S.Watson
- Iris brevicaulis Raf.
- Iris × brzhezitzky Grossh.
- Iris bucharica Foster
- Iris bulleyana Dykes
- Iris bungei Maxim.
- Iris cabulica Gilli
- Iris × caeciliae Grossh.
- Iris calabra (N.Terracc.) Peruzzi
- Iris camillae Grossh.
- Iris capnoides (Vved.) T.Hall & Seisums
- Iris carterorum B.Mathew & Wendelbo
- Iris cathayensis  Migo
- Iris caucasica M.Bieb.
- Iris cedreti Dinsm. ex Chaudhary
- Iris celikii Akpulat & K.I.Chr.
- Iris chrysographes Dykes
- Iris chrysophylla Howell
- Iris clarkei Baker ex Hook.f.
- Iris colchica Kem.-Nath.
- Iris collettii Hook.f.
- Iris confusa Sealy
- Iris cristata Aiton
- Iris crocea Jacquem. ex R.C.Foster
- Iris cuniculiformis  Noltie & K.Y.Guan
- Iris curvifolia Y.T.Zhao
- Iris cycloglossa Wendelbo
- Iris dabashanensis  C.A.Wilson
- Iris damascena Mouterde
- Iris danfordiae (Baker) Boiss.
- Iris darwasica Regel
- Iris decora Wall.
- Iris delavayi Micheli
- Iris dichotoma Pall.
- Iris doabensis B.Mathew
- Iris dolichosiphon Noltie
- Iris domestica (L.) Goldblatt & Mabb.
- Iris douglasiana Herb.
- Iris drepanophylla Aitch. & Baker
- Iris edomensis Sealy
- Iris ensata Thunb.
- Iris farashae Güner
- Iris farreri Dykes
- Iris ferdowsii Joharchi & Memariani
- Iris fernaldii R.C.Foster
- Iris filifolia Boiss.
- Iris × flexicaulis Small
- Iris florentina L.
- Iris foetidissima L.
- Iris formosana Ohwi
- Iris forrestii Dykes
- Iris fosteriana Aitch. & Baker
- Iris fulva Ker Gawl.
- Iris × fulvala Dykes
- Iris furcata M.Bieb.
- Iris furseorum T.Hall & Seisums
- Iris galatica W.Irving
- Iris gatesii Foster
- Iris × germanica L.
- Iris giganticaerulea Small
- Iris glaucescens Bunge
- Iris goniocarpa Baker
- Iris gracilipes A.Gray
- Iris graeberiana Sealy
- Iris graminea L.
- Iris grant-duffii Baker
- Iris griffithii Baker
- Iris grossheimii Woronow ex Grossh.
- Iris halophila Pall.
- Iris hartwegii Baker
- Iris haussknechtii Bornm. ex Baker
- Iris haynei Baker
- Iris hellenica Mermygkas
- Iris henryi Baker
- Iris heracleana (J.Mart.Rodr. & M.B.Crespo) Fennane
- Iris hermona Dinsm.
- Iris heweri Grey-Wilson & B.Mathew
- Iris hexagona Walter
- Iris hippolyti (Vved.) Kamelin
- Iris histrio Rchb.f.
- Iris histrioides (G.F.Wilson) S.Arn.
- Iris hoogiana Dykes
- Iris hookeri Penny ex G.Don
- Iris hookeriana Foster
- Iris humilis Georgi
- Iris hymenospatha B.Mathew & Wendelbo
- Iris iberica Steven
- Iris imbricata Lindl.
- Iris inconspicua (Vved.) T.Hall & Seisums
- Iris innominata L.F.Hend.
- Iris ivanovae Doronkin
- Iris jacquinii (Schrank) ined.
- Iris japonica Thunb.
- Iris juncea Poir.
- Iris junonia Schott
- Iris kamelinii Alexeeva
- Iris kashmiriana Baker
- Iris kemaonensis  Wall. ex D.Don
- Iris × ketzkhovelii G.N.Matveev
- Iris khassanovii Tojibaev & Turginov
- Iris kirkwoodiae Chaudhary
- Iris × kobasensis Prodan
- Iris kobayashii Kitag.
- Iris × koenigii Sosn.
- Iris kolpakowskiana Regel
- Iris kopetdagensis (Vved.) B.Mathew & Wendelbo
- Iris koreana Nakai
- Iris korolkowii Regel
- Iris koyuncui Firat
- Iris kurbanovii F.O.Khass. & Rakhimova
- Iris kurdica (Rukans) Ruksans
- Iris kuschakewiczii B.Fedtsch.
- Iris kuschkensis  Grey-Wilson & B.Mathew
- Iris lactea Pall.
- Iris lacustris Nutt.
- Iris laevigata Fisch.
- Iris latistyla Y.T.Zhao
- Iris lazica Albov
- Iris leptophylla Lingelsh. ex H.Limpr.
- Iris leptorrhiza (Vved.) Vved.
- Iris lineata Foster ex Regel
- Iris linifolia (Regel) O.Fedtsch.
- Iris linifoliiformis  (Khalk.) Tojibaev & Turginov
- Iris loczyi Kanitz
- Iris lokiae Alexeeva
- Iris longipetala Herb.
- Iris longiscapa Ledeb.
- Iris lortetii Barbey
- Iris ludwigii Maxim.
- Iris lutescens Lam.
- Iris lycotis Woronow
- Iris maackii Maxim.
- Iris macrosiphon Torr.
- Iris maculata Baker
- Iris magnifica Vved.
- Iris mandshurica Maxim.
- Iris maracandica (Vved.) Wendelbo
- Iris mariae Barbey
- Iris marivanica Ruksans
- Iris marsica I.Ricci & Colas.
- Iris masiae Leichtlin ex Dykes
- Iris meda Stapf
- Iris microglossa Wendelbo
- Iris milesii Baker ex Foster
- Iris minutoaurea Makino
- Iris missouriensis  Nutt.
- Iris munzii R.C.Foster
- Iris mzchetica Rodion.
- Iris nantouensis  S.S.Ying
- Iris narbutii O.Fedtsch.
- Iris narcissiflora Diels
- Iris narynensis  O.Fedtsch.
- Iris nectarifera Güner
- Iris × nelsonii Randolph
- Iris neoensata Y.N.Lee
- Iris neosetosa Y.N.Lee
- Iris × neumayeri Janch. ex Holub
- Iris nezahatiae Güner & H.Duman
- Iris nicolai (Vved.) Vved.
- Iris nigricans Dinsm.
- Iris notha M.Bieb.
- Iris odaesanensis  Y.N.Lee
- Iris odontostyla B.Mathew & Wendelbo
- Iris orchioides Carrière
- Iris orientalis Mill.
- Iris orjenii Bräuchler & Cikovac
- Iris oxypetala Bunge
- Iris palaestina (Baker) Barbey
- Iris pallida Lam.
- Iris pamphylica Hedge
- Iris paradoxa Steven
- Iris paropamisensis  T.Hall & Seisums
- Iris perrieri Simonet ex N.Service
- Iris persica L.
- Iris peshmeniana Güner & T.Hall
- Iris petrana Dinsm.
- Iris petri F.O.Khass., Rakhimova & Achilova
- Iris planifolia (Mill.) T.Durand & Schinz
- Iris platyptera B.Mathew & Wendelbo
- Iris polakii Stapf
- Iris pontica Zapal.
- Iris popovii (Vved.) Vved.
- Iris porphyrochrysa Wendelbo
- Iris postii Mouterde
- Iris potaninii Maxim.
- Iris prismatica Pursh
- Iris proantha Diels
- Iris probstii C.A.Wilson
- Iris psammocola Y.T.Zhao
- Iris pseudacorus L.
- Iris pseudocapnoides Rukans
- Iris pseudocaucasica Grossh.
- Iris pseudonotha Galushko
- Iris pseudopumila Tineo
- Iris pskemensis Rukans
- Iris pumila L.
- Iris purdyi Eastw.
- Iris purpureobractea B.Mathew & T.Baytop
- Iris qinghainica Y.T.Zhao
- Iris ramsayi T.Hall & B.Mathew
- Iris regis-uzziae Feinbrun
- Iris reichenbachiana Klatt
- Iris reichenbachii Heuff.
- Iris relicta Colas.
- Iris reticulata M.Bieb.
- Iris revoluta Colas.
- Iris × robusta E.S.Anderson
- Iris rodionenkoi (Lazkov & Naumenko) T.Hall
- Iris rosenbachiana Regel
- Iris rossii Baker
- Iris rudolphii F.O.Khass., Esankulov & Achilova
- Iris ruthenica Ker Gawl.
- Iris rutherfordii J.Mart.Rodr., P.Vargas, Carine & Jury
- Iris sabina N.Terracc.
- Iris × sancti-cyri J.Rousseau
- Iris sanguinea Hornem.
- Iris sari Schott ex Baker
- Iris savannarum Small
- Iris scariosa Willd. ex Link
- Iris schachtii Markgr.
- Iris schelkownikowii (Fomin) Fomin
- Iris schmakovii Alexeeva
- Iris serotina Willk.
- Iris setina Colas.
- Iris setosa Pall. ex Link
- Iris × setosothungbergii H.Koidz. ex T.Shimizu
- Iris sibirica L.
- Iris × sinistra Sosn.
- Iris sintenisii Janka
- Iris sisianica Zubov & Bondarenko
- Iris songarica Schrenk
- Iris sophenensis  (Foster) B.Mathew & Güner
- Iris speculatrix Hance
- Iris sprengeri Siehe
- Iris spuria L.
- Iris staintonii H.Hara
- Iris statellae Tod.
- Iris stenophylla Hausskn. ex Baker
- Iris stocksii (Baker) Boiss.
- Iris stolonifera Maxim.
- Iris straussii Leichtlin ex Micheli
- Iris suaveolens Boiss. & Reut.
- Iris subdecolorata Vved.
- Iris subdichotoma Y.T.Zhao
- Iris susiana L.
- Iris svetlanae (Vved.) T.Hall & Seisums
- Iris swensoniana Chaudhary, G.Kirkw. & C.Weymouth
- Iris tadshikorum (Vved.) Vved.
- Iris taochia Woronow ex Grossh.
- Iris tarhunensis  (Borzí & Mattei) Pamp.
- Iris tauri Siehe ex Mallett
- Iris tectorum Maxim.
- Iris tenax Douglas ex Lindl.
- Iris tenuifolia Pall.
- Iris tenuis S.Watson
- Iris tenuissima Dykes
- Iris × thompsonii R.C.Foster</small>
- Iris tibetica (Dykes) Bolt.
- Iris tigridia Bunge ex Ledeb.
- Iris timofejewii Woronow
- Iris tingitana Boiss. & Reut.
- Iris tridentata Pursh
- Iris tschandalasica Urusov
- Iris tubergeniana Foster
- Iris tuberosa L.
- Iris typhifolia Kitag.
- Iris unguicularis Poir.
- Iris uniflora Pall. ex Link
- Iris urmiensis  Jekyll & E.T.Cook
- Iris variegata L.
- Iris vartanii Foster
- Iris ventricosa Pall.
- Iris verna L.
- Iris versicolor L.
- Iris vicaria Vved.
- Iris victoris F.O.Khass., Khuzhan. & Rakhimova
- Iris × vinicolor Small
- Iris × violipurpurea Small
- Iris virginica L.
- Iris vorobievii N.S.Pavlova
- Iris vvedenskyi Nevski ex Woronow & Popov
- Iris wallisiae T.Hall & Seisums
- Iris warleyensis  Foster
- Iris wattii Baker ex Hook.f.
- Iris wendelboi Grey-Wilson & B.Mathew
- Iris westii Dinsm.
- Iris willmottiana Foster
- Iris wilsonii C.H.Wright
- Iris winkleri Regel
- Iris winogradowii Fomin
- Iris xanthochlora Wendelbo
- Iris xanthospuria B.Mathew & T.Baytop
- Iris xiphium L.
- Iris yebrudii Dinsm. ex Chaudhary
- Iris yedisuensis  Yild. & Kiliç
- Iris zagrica B.Mathew & Zarrei
- Iris zaprjagajevii (N.V.Abramov) T.Hall & Seisums
- Iris zetterlundii Ruksans
- Iris zhaoana M.B.Crespo, Alexeeva & Y.E.Xiao

## Coltivazione
In floricoltura i giaggioli vengono grossolanamente suddivisi in due gruppi:
- Iris bulbosi
  - Gruppo degli Xiphium: (I. xiphium = I. hispanica)
  - Gruppo dei Reticulata: (genere Iridodictyum)
  - Gruppo degli Junos: (genere Juno)
- Iris rizomatosi (genere Iris)
  - Iris non barbati
    - Sottogenere Limniris
    - Sottogenere Xyridion

  - Iris crestati
    - Sottogenere Crossiris

  - Iris barbati
    - Sottogenere Iris

Le varietà rizomatose hanno fiori dalle corolle variegate di bianco, giallo chiaro, arancio, violetto, a volte con le tre divisioni interne rialzate della corolla di colore diverso dalle tre divisioni ricurve verso il basso. Comprendono varie specie, ad esempio:
- l'I. germanica var. florentina (giglio di Firenze) di origine europea, erbacea perenne con grosso rizoma strisciante, ramificato, profumato, fusto eretto alto da 15 a 100 cm, poco ramificato, che porta in aprile-maggio 2-4 fiori bianchi, foglie solitamente radicali a forma di sciabola, erette e acuminate, fiori profumati e grandi, con brattee scolorate, con perigonio di colore violaceo-pallido o quasi bianco, sei tepali i tre esterni forniti di strie pelose giallastre, tre stami; i frutti sono capsule oblunghe con numerosi semi bianchi;
- l'I. germanica (giaggiolo di S. Antonio o iris) di origine europea, con grossi rizomi ramificati, fusto eretto alto 50-200 cm, che porta in aprile-maggio fiori di colore viola-intenso poco profumati;
- l'I. pallida (giaggiolo pallido o giaggiolo odoroso), di origine europea, diffusa nei luoghi aridi e rocciosi; ha un rizoma articolato, fiori delicatamente profumati, che perdurano anche nella stagione invernale, con perigonio formato da sei tepali violaceo-pallido e fauce giallastra;
- l'I. pumilia di origine europea;
- l'I. laevigata di origine giapponese;
- l'I. susiana di origine asiatica;
- varietà del gruppo Oncocyclus originarie dell'Asia minore.

Le varietà bulbose sono dotate di un piccolo bulbo allungato, acuto, di colore bruno o giallastro; le foglie sono acuminate e strettamente canalicolate, lunghe 30-50 cm; fiori con sei divisioni, di cui tre corte, di colore variabile (bianco, giallo, blu e viola...). Tra le specie coltivate l'I. xiphium (= I. hispanica) e l'I. xiphioides (= I. angelica).
Tra gli iris più rustici vi è I. pseudacorus, specie spontanea, chiamato volgarmente anche acoro adulterino o acoro falso: diffuso nei fossi, canali e zone paludose dell'Italia settentrionale, ha un rizoma carnoso e ramificato, da cui si origina un fusto eretto alto 40-100 cm, cilindrico e compresso, che porta foglie lineari-allungate, ensiformi su più livelli, con le foglie basali lunghe quanto il fusto; i fiori, inodori e peduncolati, sono riuniti in infiorescenze; il perigonio di colore giallo è formato da un breve tratto tubolare e da sei lacinie, di cui le tre esterne sono grandi e ristrette in basso, con una specie di barba, con venature giallo-rossicce, mentre le tre interne sono piccole ed erette. Gli stami sono tre e il pistillo è unico, con ovario infero sormontato da un corto stilo filamentoso, che porta tre stimmi simili a petali di colore giallo; il frutto si presenta come una capsula a sezione triangolare lunga 4-5 cm, leggermente acuminata e con numerosi semi.
L'I. kaempferi (da alcuni autori considerato sinonimo dell'I. laevigata), originario del Giappone, è una variante acquatica, con corti rizomi dalle radici fibrose, con numerosi ibridi e varietà dalle corolle grandi con colori brillanti e variamente sfumate.
Gli iris con fioriture più appariscenti e le forme più originali sono quelli inseriti nel gruppo degli Oncocyclus come l'I. susiana, specie poco rustica, originaria del medioriente, con scapi uniflori. Porta fiori grandi punteggiati e reticolati di grigio e di viola-nerastro.
Incrociando gli iris rizomatosi con specie del gruppo oncyclus, sono state ottenuti ibridi interessanti, con la rusticità dei primi e la reticolatura nelle divisioni inferiori del fiore dei secondi.
Esistono anche specie e varietà nane alte 20 cm, molto rustiche a fioritura precoce, come l'I. pumilia dai fiori gialli, azzurri e viola-scuro.

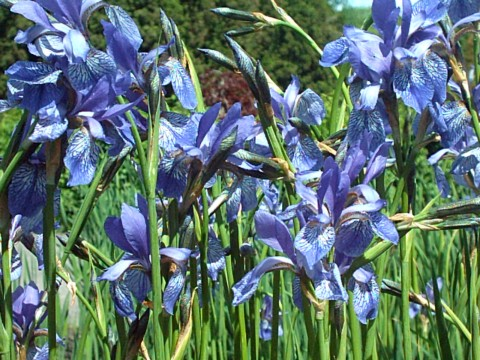
Iris sibirica

Gli iris bulbosi originari dell'Europa come l'I. germanica vegetano su qualunque suolo, anche arido, preferendo terreni soffici, sciolti, ben drenati e fertili, esposizione in pieno sole. Le specie esotiche sensibili al gelo richiedono luoghi ombrosi, terreno di medio impasto, fresco, vicino a bacini d'acqua, cure particolari, con un periodo di assoluto riposo vegetativo dalla fine della fioritura fino all'autunno, per ottenere buone fioriture nella stagione successiva.
La moltiplicazione agamica avviene alla fine dell'estate, per le specie rizomatose per divisione dei rizomi. Nelle specie bulbose piantando in autunno i bulbetti cresciuti attorno al bulbo principale o i bulbi tolti dal terreno dopo la fioritura e ricoverati in locale idoneo.
Si ricorre alla semina per ottenere ibridi o nuove varietà.

## Usi
- Gli Iris rizomatosi vengono coltivati come piante ornamentali nei giardini, stagni, laghetti, in vaso sui terrazzi; le specie nane si usano per bordure o per decorare roccaglie; alcune specie bulbose o rizomatose come iris xiphium si prestano anche alla produzione industriale del fiore reciso.
- Come pianta aromatica i rizomi di I. pallida e I. germanica var. florentina vengono impiegati in profumeria e cosmetica.
- Le radici di alcune specie di iris rizomatosi vengono utilizzati per le proprietà medicinali o in farmacia per le proprietà officinali, o come correttore del sapore.

### Proprietà medicinali
- La polvere, il decotto e il vino medicato dei rizomi di I. pallida e I. germanica var. florentina, raccolti al secondo o terzo anno di vita, da luglio a settembre, puliti ed essiccati, vantano proprietà diuretiche, emollienti, emmenagoghe, bechiche ed espettoranti.
- Il decotto di rizoma delle specie summenzionate per uso topico ha proprietà astringenti e risolventi.

## Nella letteratura
In ambito letterario, viene citato dal trovatore Rambaldo di Vaqueiras, nel suo Eras quan vey verdeyar :
(vv. 13-16)
Di seguito la traduzione in italiano : 

## Avversità
- Insetti
  - Mosca dei bulbi - le femmine del dittero Eumerus strigatus Fall. depongono le uova alla base delle piante bulbose e rizomatose; le larve penetrando all'interno di essi e li divorano danneggiandoli gravemente.
  - Cetoniella (Oxythyrea funesta), della famiglia degli scarabei. È un insetto fitofago che rode gli organi floreali, ma paradossalmente ricopre un importante ruolo di impollinatore.
- Nematodi
  - Anguillula del bulbo e dello stelo - la specie Ditylenchus dipsaci (Kuhn) Goodey altera lo sviluppo con rachitismo, contorsioni dello stelo, raggrinzimenti fogliari e noduli giallastri sulla pagina fogliare; causa anche macchioline brunastre sulle parti ipogee con fenomeni necrotici.
- Funghi
  - Marciume asciutto - l'attacco di Sclerotinia gladioli provoca macchie scure sulle foglie con alterazioni più o meno gravi sulla parte ipogea.
  - Muffa verde - l'attacco di funghi del genere Penicillium provoca il marciume dei bulbi e dei rizomi conservati in magazzino.
  - Ruggine - le foglie colpite da Puccinia iridis (DC.) Wallr. mostrano macchie giallastre che nel tempo assumono una colorazione rosso-brunastre, composte da pustole di materiale polverulento.
  - Seccume delle foglie - le foglie attaccate dopo la fioritura da Heterosporium gracile (Wallr.) Sacc. hanno macchie bruno-giallastre, poi grigiastre che disseccando si trasformano in fori sul lembo fogliare.
- Batteri
  - Marciume molle - le foglie e i rizomi attaccati dal Bacterium carotovorum Jones si riducono rapidamente ad una poltiglia maleodorante.